# Gran Premio Industria e Commercio di Prato 1976
Il Gran Premio Industria e Commercio di Prato 1976, trentunesima edizione della corsa, si svolse il 31 luglio 1976 su un percorso di 249 km, con partenza e arrivo a Prato. Fu vinto dall'italiano Walter Riccomi della Scic davanti ai suoi connazionali Marcello Bergamo e Arnaldo Caverzasi.

## Ordine d'arrivo (Top 10)
| Pos. | Corridore                | Squadra              | Tempo    |
| ---- | ------------------------ | -------------------- | -------- |
| 1    | Walter Riccomi           | Scic                 | 6h32'39" |
| 2    | Marcello Bergamo         | Jollj Ceramica-Decor |          |
| 3    | Arnaldo Caverzasi        | Scic                 |          |
| 4    | Fabrizio Fabbri          | Bianchi-Campagnolo   |          |
| 5    | Jørgen Marcussen         | Furzi-Vibor          |          |
| 6    | Enrico Paolini           | Scic-Colnago         |          |
| 7    | Roger De Vlaeminck       | Brooklyn             |          |
| 8    | Francesco Moser          | Sanson-Benotto       |          |
| 9    | Gianbattista Baronchelli | Scic-Colnago         |          |
| 10   | Italo Zilioli            | Furzi-Vibor          |          |